# Sid Sings
Sid Sings es un álbum póstumo del músico punk Sid Vicious, conocido por haber sido el bajista de Sex Pistols. Del álbum se lanzaron dos sencillos, "My Way" y "Something Else", versiones de Frank Sinatra y Eddie Cochran respectivamente.
La única canción propia de Vicious es "Belsen Was a Gas", la cual fue hecha en compañía de los Sex Pistols, las demás canciones del disco son versiones de otros músicos
Los sencillos, "My Way" y "Something Else" también aparecieron en el falso documental The Great Rock 'n' Roll Swindle y el álbum The Great Rock 'n' Roll Swindle (álbum)  junto con el sencillo "C'mon Everybody" que no aparece en este álbum.

## Lista de canciones
Todas las canciones fueron grabadas en vivo, excepto "My Way".
1. "Born To Lose" (Johnny Thunders)
2. "I Wanna Be Your Dog" (The Stooges)
3. "Take A Chance On Me" (The Heartbreakers)
4. "(I'm Not Your) Steppin' Stone" (Tommy Boyce/Bobby Hart)
5. "My Way"
6. "Belsen Was a Gas" (Sid Vicious/Sex Pistols)
7. "Something Else"
8. "Chatterbox" (Johnny Thunders)
9. "Search And Destroy" (The Stooges)
10. "Chinese Rocks" (Richard Hell/Dee Dee Ramone)
11. "My Way (I Killed The Cat)" (versión corta en vivo de "My Way")